# المثلث (المضاربة والعارة)

تعديل مصدري - تعديل

المثلث هي إحدى قرى عزلة العارة بمديرية المضاربة والعارة التابعة لمحافظة لحج، بلغ تعداد سكانها 74 نسمة حسب تعداد اليمن لعام 2004.